# Dúbrava (Snina)
Dúbrava (ungarisch Kistölgyes – bis 1907 Dubrava) ist eine Gemeinde im Okres Snina (Prešovský kraj) im äußersten Osten der Slowakei mit 209 Einwohnern (Stand 31. Dezember 2024) in der traditionellen Landschaft Zemplín.

## Geographie
Die Gemeinde befindet sich im Vorgebirge Beskydské predhorie, am Bach Stežná (auch Stežný potok genannt) im Einzugsgebiet der Ublianka, nahe der Staatsgrenze zur Ukraine. Das Ortszentrum liegt auf einer Höhe von 265 m n.m. und ist 29 Kilometer von Snina entfernt.
Nachbargemeinden sind Ubľa im Norden und Nordosten, Dubrynytschi-Malyj Beresnyj (UA) im Osten, Ruský Hrabovec im Südosten, Süden und Südwesten, Hrabová Roztoka und Šmigovec im Westen und Michajlov im Nordwesten.

## Geschichte

Orthodoxe Kirche

Dúbrava wurde zum ersten Mal 1548 Dubraua schriftlich erwähnt und war Teil des Drugeth'schen Herrschaftsgebiets von Humenné, im 18. Jahrhundert war es Besitz der Familie Vécsey, ab 1846 der Familie Lobkovitz. 1556 wurden fünf Porta verzeichnet, 1720 gab es eine Mühle und sechs Haushalte. 1787 hatte die Ortschaft 33 Häuser und 304 Einwohner, 1828 zählte man 42 Häuser und 308 Einwohner, die als Holzfäller, Köhler und Landwirte tätig waren. Im frühen 20. Jahrhundert gab es zwei Wassersägen und ein Jagdrevier der Familie Dernáth.
Bis 1918 gehörte der im Komitat Semplin liegende Ort zum Königreich Ungarn und kam danach zur Tschechoslowakei beziehungsweise heute Slowakei.  In der Zeit der ersten tschechoslowakischen Republik verblieben die Einwohner bei traditionellen Einnahmequellen. Als Folge des Slowakisch-Ungarischen Kriegs war der Ort von 1939 bis 1944 noch einmal Teil Ungarns. Nach dem Zweiten Weltkrieg zog ein beträchtlicher Teil der Einwohner Richtung böhmische Länder um. 1958 wurde die örtliche Einheitliche landwirtschaftliche Genossenschaft (Abk. JRD) gegründet, die 1964 an das Staatsgut ging, ein Teil der Einwohner pendelte zur Arbeit nach Košice, während anderen in den Wäldern arbeiteten.

## Bevölkerung
| Jahr                | 1994 | 2004    | 2014     | 2024    |
| ------------------- | ---- | ------- | -------- | ------- |
| Anzahl der Personen | 271  | 279     | 231      | 209     |
| Unterschied         |      | +2,95 % | −17,20 % | −9,52 % |

| Jahr                | 2023 | 2024    |
| ------------------- | ---- | ------- |
| Anzahl der Personen | 202  | 209     |
| Unterschied         |      | +3,46 % |

Nach der Volkszählung 2011 wohnten in Dúbrava 240 Einwohner, davon 158 Slowaken, 65 Russinen, neun Tschechen sowie jeweils ein Magyare, Pole und Rom. Fünf Einwohner machte keine Angabe zur Ethnie.
99 Einwohner bekannten sich zur griechisch-katholischen Kirche, 88 Einwohner zur orthodoxen Kirche, 35 Einwohner zur römisch-katholischen Kirche und zwei Einwohner zur Evangelischen Kirche A. B. Ein Einwohner bekannte sich zu einer anderen Konfession, 12 Einwohner waren konfessionslos und bei drei Einwohnern ist die Konfession nicht ermittelt.

## Bauwerke
- griechisch-katholische Kirche Aussendung des Heiligen Geistes im Stil der klassizistischen Tradition aus dem Jahr 1894[6]
- orthodoxe Kirche
- Landschloss der Familie Vécsey im Barockstil aus dem Jahr 1763, mit einem 3,5 ha großen Park[7]

## Verkehr
Durch Dúbrava führt die Cesta II. triedy 566 („Straße 2. Ordnung“) von Ubľa (Kreuzung mit der Cesta I. triedy 74 („Straße 1. Ordnung“)) nach Tibava. Im Ort zweigt von ihr die Cesta III. triedy 3895 („Straße 3. Ordnung“) nach Šmigovec ab. Der nächste Bahnanschluss ist in Stakčín an der Bahnstrecke Humenné–Stakčín.